# Bignonia pterocalyx
Bignonia pterocalyx là một loài thực vật có hoa trong họ Chùm ớt. Loài này được (Sprague ex Urb.) L.G.Lohmann mô tả khoa học đầu tiên năm 2008.